# Brenthonne
Brenthonne est une commune française située dans le Chablais et le département de la Haute-Savoie, en région Auvergne-Rhône-Alpes. Elle fait partie de l'agglomération transfrontalière du Grand Genève. Brenthonne correspond à l'ancienne commune d'Avully.

## Géographie
Brenthonne est entourée par les communes de Bons-en-Chablais à l'ouest, Fessy à l'est et Saxel au sud. Brenthonne est située à 13 km au sud-ouest de Thonon-les-Bains.

## Urbanisme

### Typologie
Au 1er janvier 2024, Brenthonne est catégorisée commune rurale à habitat dispersé, selon la nouvelle grille communale de densité à sept niveaux définie par l'Insee en 2022.
Elle appartient à l'unité urbaine de Bons-en-Chablais, une agglomération intra-départementale regroupant deux  communes, dont elle est une commune de la banlieue,,. Par ailleurs la commune fait partie de l'aire d'attraction de Genève - Annemasse (partie française), dont elle est une commune de la couronne,. Cette aire, qui regroupe 158 communes, est catégorisée dans les aires de 700 000 habitants ou plus (hors Paris),.

### Occupation des sols
L'occupation des sols de la commune, telle qu'elle ressort de la base de données européenne d’occupation biophysique des sols Corine Land Cover (CLC), est marquée par l'importance des territoires agricoles (49,6 % en 2018), en diminution par rapport à 1990 (55,7 %). La répartition détaillée en 2018 est la suivante : 
forêts (39,4 %), prairies (22,3 %), zones agricoles hétérogènes (18,1 %), zones urbanisées (11 %), terres arables (7,5 %), cultures permanentes (1,7 %).
L'IGN met par ailleurs à disposition un outil en ligne permettant de comparer l’évolution dans le temps de l’occupation des sols de la commune (ou de territoires à des échelles différentes). Plusieurs époques sont accessibles sous forme de cartes ou photos aériennes : la carte de Cassini (XVIIIe siècle), la carte d'état-major (1820-1866) et la période actuelle (1950 à aujourd'hui).

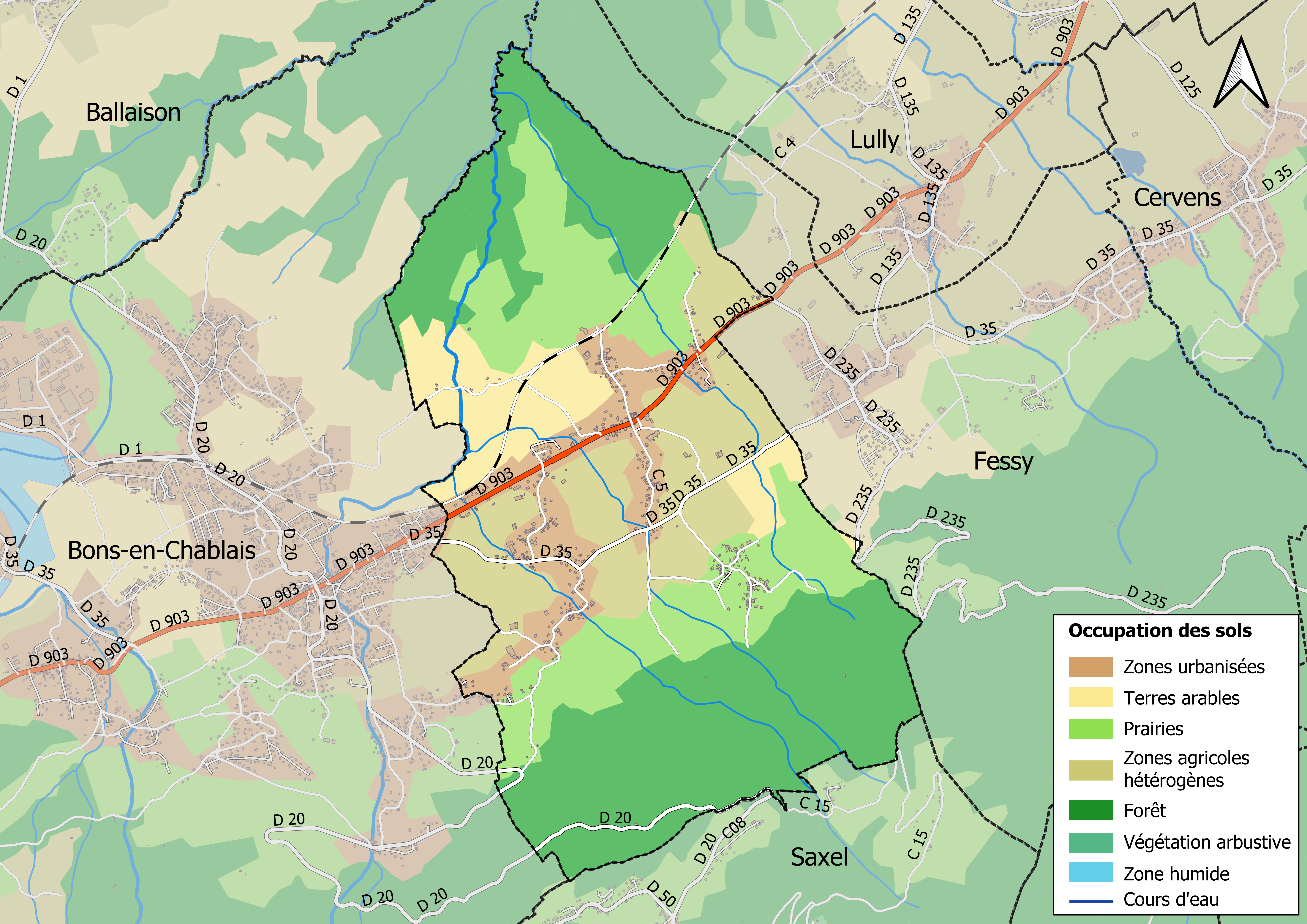
Carte des infrastructures et de l'occupation des sols en 2018 (CLC) de la commune.
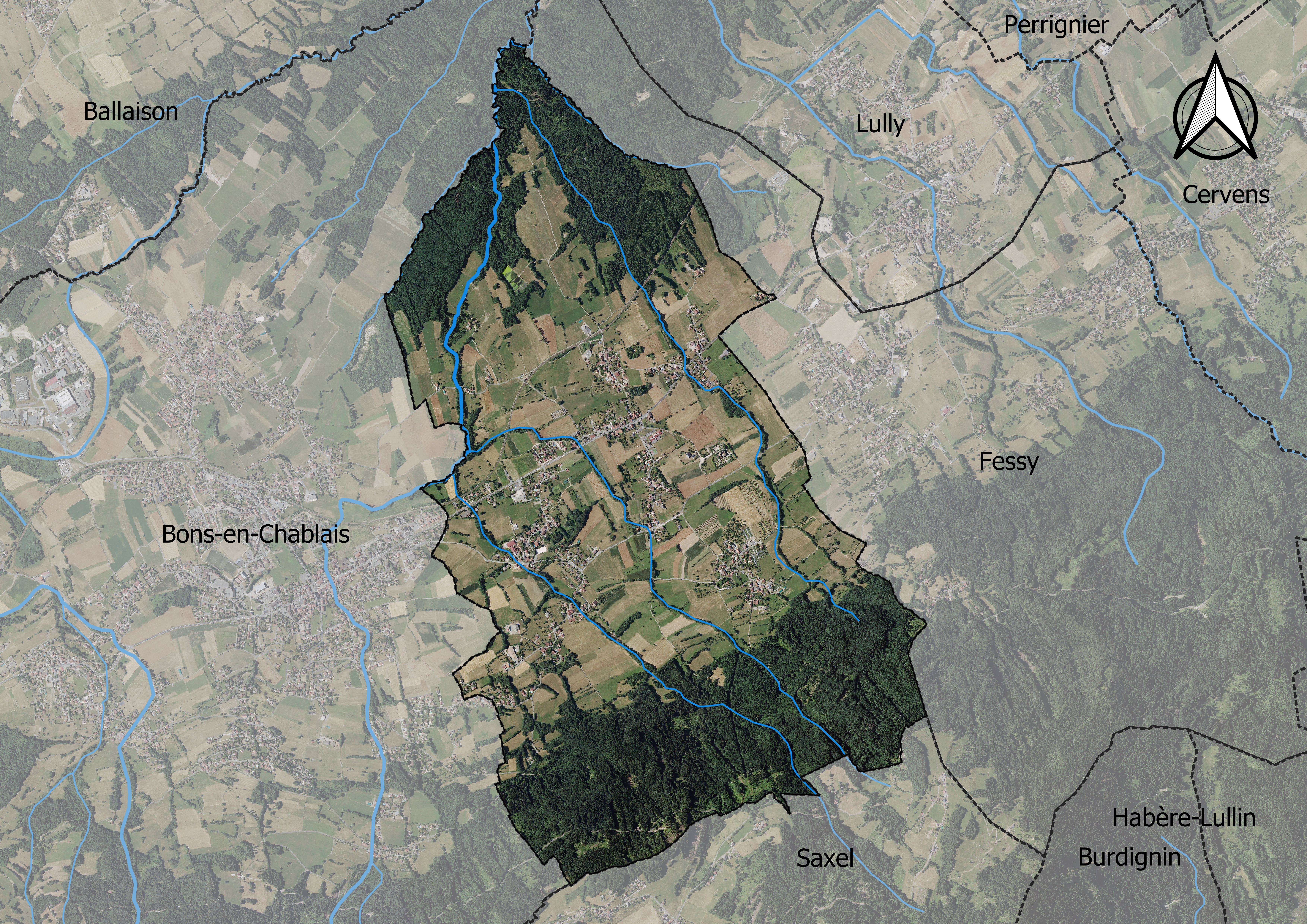
Carte orthophotogrammétrique de la commune.

## Toponymie
En francoprovençal, le nom de la commune s'écrit Brintene (graphie de Conflans) ou Brentena (ORB).

## Histoire
La commune de Brenthonne absorbe les anciennes communes d'Avully et de Vigny entre 1758 et 1776. En 1793, durant l'occupation française, une nouvelle commune émerge appelée Brentonne et Vignier.
Lors des débats sur l'avenir du duché de Savoie, en 1860, la population est sensible à l'idée d'une union de la partie nord du duché à la Suisse. Une pétition circule dans cette partie du pays (Chablais, Faucigny, Nord du Genevois) et réunit plus de 13 600 signatures, dont 147 pour la commune,. Le duché est réuni à la suite d'un plébiscite organisé les 22 et 23 avril 1860 où 99,8 % des Savoyards répondent « oui » à la question « La Savoie veut-elle être réunie à la France ? ».
En 1968, une partie de son territoire est rattachée à la commune de Saxel.

## Politique et administration

### Situation administrative
La commune de Brenthonne, au lendemain de l'Annexion de la Savoie à la France de 1860, intègre le canton de Douvaine. Elle appartient, depuis 2015, au canton de Sciez, qui compte selon le redécoupage cantonal de 2014 25 communes.
La commune est membre, avec dix-sept autres, de la communauté de communes du Bas-Chablais.
Brenthonne relève de l'arrondissement de Thonon-les-Bains et de la cinquième circonscription de la Haute-Savoie, dont la députée est Anne-Cécile Violland (Horizons) depuis les élections législatives de 2022.

### Liste des maires
| Période                                  | Période                     | Identité        | Étiquette | Qualité |
| ---------------------------------------- | --------------------------- | --------------- | --------- | ------- |
| Les données manquantes sont à compléter. |                             |                 |           |         |
| mars 2001                                | mars 2014                   | Alain Camus     |           |         |
| mars 2014                                | En cours (au 30 avril 2014) | Michel Burgnard | SE        |         |

## Population et société

### Démographie
Ses habitants sont appelés les Brenthonnaises et les Brenthonnais. L'ancien site sabaudia.org donnait fautivement Brenthonnois.
L'évolution du nombre d'habitants est connue à travers les recensements de la population effectués dans la commune depuis 1793. Pour les communes de moins de 10 000 habitants, une enquête de recensement portant sur toute la population est réalisée tous les cinq ans, les populations de référence des années intermédiaires étant quant à elles estimées par interpolation ou extrapolation. Pour la commune, le premier recensement exhaustif entrant dans le cadre du nouveau dispositif a été réalisé en 2006.

En 2022, la commune comptait 1 116 habitants, en évolution de +9,73 % par rapport à 2016 (Haute-Savoie : +6,01 %, France hors Mayotte : +2,11 %).
| 1793 | 1800 | 1806 | 1822 | 1838 | 1848 | 1858 | 1861 | 1866 |
| ---- | ---- | ---- | ---- | ---- | ---- | ---- | ---- | ---- |
| 326  | 479  | 484  | 600  | 800  | 935  | 792  | 780  | 860  |

| 1872 | 1876 | 1881 | 1886 | 1891 | 1896 | 1901 | 1906 | 1911 |
| ---- | ---- | ---- | ---- | ---- | ---- | ---- | ---- | ---- |
| 880  | 801  | 821  | 781  | 751  | 656  | 661  | 579  | 552  |

| 1921 | 1926 | 1931 | 1936 | 1946 | 1954 | 1962 | 1968 | 1975 |
| ---- | ---- | ---- | ---- | ---- | ---- | ---- | ---- | ---- |
| 503  | 515  | 502  | 508  | 478  | 460  | 475  | 495  | 536  |

| 1982 | 1990 | 1999 | 2006 | 2011 | 2016  | 2021  | 2022  | - |
| ---- | ---- | ---- | ---- | ---- | ----- | ----- | ----- | - |
| 533  | 654  | 670  | 818  | 927  | 1 017 | 1 109 | 1 116 | - |

### Médias

#### Radios et télévisions
La commune est couverte par des antennes locales de radios dont France Bleu Pays de Savoie, ODS Radio, Radio Chablais… Enfin, la chaîne de télévision locale TV8 Mont-Blanc diffuse des émissions sur les pays de Savoie. Régulièrement l'émission La Place du village expose la vie locale. France 3 et sa station régionale France 3 Alpes, peuvent parfois relater les faits de vie de la commune.

#### Presse et magazines
La presse écrite locale est représentée par des titres comme Le Dauphiné libéré, L'Essor savoyard, Le Messager - édition Chablais, le Courrier savoyard.

## Culture locale et patrimoine

### Lieux et monuments
- Château d'Avully[19],[20]. Le château de Saint-Michel d'Avully est un château médiéval construit sur un site romain. Le château a été restauré, et abrite maintenant le musée « Mémoire des États de Savoie ».
- Église Saint-Maurice, seul le campanile (clocher portant une inscription du XVe siècle) de l'église primitive s'est maintenu, la nef est détruite à la fin du XIXe siècle. Une nouvelle église est reconstruite dans un style néoclassique sarde en 1839[21].
- La cascade de Pisse-Vache à Dugny (à quelques kilomètres de ce château). Une trace d'extraction de meule est visible juste à droite de la cascade.
- Les Molires, une meulière enfouie à l'entrée des Bois de Dugny au niveau d’affleurements de grès mollassiques. L'exploitation des meules est attestée par les comptes de la Chatellenie de Thonon-Les-Bains au XIVᵉ siècle[22].
- Monument en l'honneur de la Brigade de Savoie[23].

### Héraldique
| Armes de Brenthonne | Les armes de Brenthonne se blasonnent ainsi : Écartelé ; au premier et au quatrième d'or à l'arbre de sinople, au deuxième d'azur au soleil d'or, au troisième d'azur au vol d'argent; le tout abaissé sous un chef de gueules à la croix d'argent. |